# Clan Davidson
Davidson ist der Name eines schottischen Clans, der aus Badenoch am Oberlauf des Spey stammt.

## Geschichte
Benannt nach dem ersten Chief, David Dubh von Invernahaven, wurde der Clan im 14. Jahrhundert Teil des Clan Chattan, einer Vereinigung mehrerer Hochlandstämme. Als die Camerons 1370 die Mackintoshs angriffen, ein Mitglied des Clan Chattan, riefen die Mackintoshs ihre Bundesgenossen zur Hilfe. Die Davidsons und die Macphersons gerieten in einen Streit, wer den Ehrenplatz auf der rechten Seite der Schlachtordnung einnehmen dürfe, und die Macphersons zogen sich aus verletzter Ehre zurück. Die Camerons schlugen die übrigen Clans und die Davidsons erlitten empfindliche Verluste, obwohl die Macphersons die Camerons später doch noch besiegten. Um ihre Streitigkeiten beizulegen, trafen sich 1396 einige ausgewählte Davidsons und Macphersons, um sich auf Leben und Tod zu bekämpfen; ein Kampf, den die Davidsons verloren.
Das Clanmotto lautet Sapienter si sincere („Weise falls ehrlich“).

## Bilder

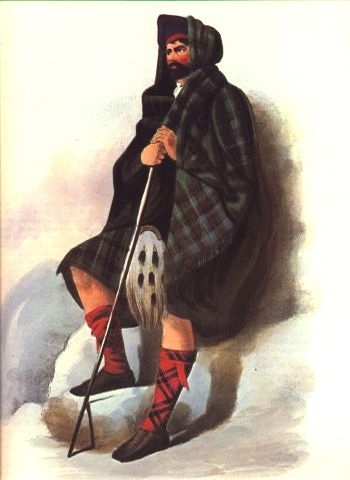
Viktorianische Darstellung eines Clan-Mitglieds